# 末罗

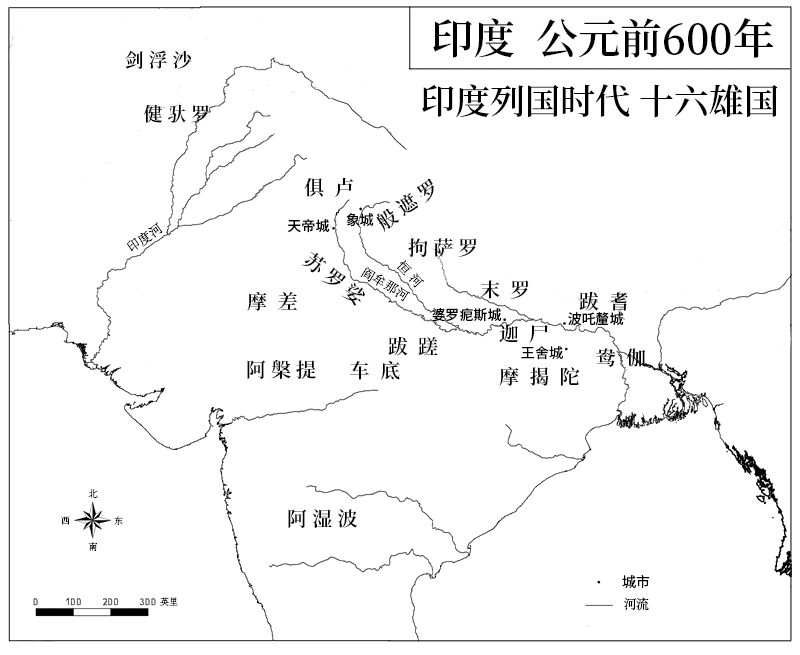
印度十六大國

末羅國（梵語：मल्ल，Malla），又譯摩羅國，跋羅國，是古代印度十六大國之一，重要城市有拘尸那揭羅和波婆，前者是佛教的創始人釋迦牟尼去世的地方，後者是耆那教創始人伐達摩那去世的地方，故二城分別是佛教和耆那教的聖地。

## 記載
東晉高僧法顯在《佛國記》中稱「復東行十二由延，到拘夷那竭城。城北雙樹間希連河邊，世尊於此北首而般泥洹。及須跋最後得道處，以金棺供養世尊七日處，金剛力士放金杵處，八王分舍利處。此諸處皆起塔，有僧伽藍，今悉現在。其城中人民亦希曠，止有衆僧民戶。」
唐高僧玄奘在《大唐西域記》中記述「城內東北隅有窣堵波，無憂王所建，準陁之故宅也。宅中有井，將營獻供，方乃鑿焉。歲月雖淹，水猶清美。城西北三四里，渡阿恃多伐底河，西岸不遠，至娑羅林。其樹類槲，而皮青白，葉甚光潤。四樹特高，如來寂滅之所也。其大磚精舍中作如來涅槃之像，北首而臥。傍有窣堵波，無憂王所建，基雖傾陷，尚高二百餘尺。前建石柱，以記如來寂滅之事，雖有文記，不書日月。」